# Réde
Réde es un pueblo ubicado en el distrito de Kisbér, condado de Komárom-Esztergom, Hungría.

## Superficie
Posee una superficie de 45,88 kilómetros cuadrados.

## Demografía
Hasta 2022 la población era de 1272 habitantes, con una densidad de población de 27,72 habitantes por kilómetro cuadrado.